# CNO2
CNO2 (skrót od Całkiem nowe oblicze 2) – dziewiąty album studyjny polskiej grupy hip-hopowej Slums Attack. Został wydany 15 września 2012 roku nakładem wytwórni Fonografika. Płyta w całości została wyprodukowana przez DJ-a Decksa. Natomiast miksem zajął się duet White House. Edycja specjalna płyty zawiera dwa nośniki i zmienioną poligrafię. Prace trwały od 15 marca 2011 do 15 lipca 2012 roku. Wśród gości pojawili się polscy jak i zagraniczni goście. Rodzimi to Pezet, Tewu, Trzeci Wymiar czy Glaca. Natomiast zagraniczni: Onyx, Masta Ace czy artyści z takich krajów jak Litwa, Belgia, Wielka Brytania, czy Szwecja.
Płyta jest kontynuacją tytułu z 1999 roku – Całkiem nowe oblicze. Okładka albumu także nawiązuje do pierwszej części produkcji. Nagrania zadebiutowały na 1. miejscu zestawienia OLiS i uzyskały status złotej płyty.

## Lista utworów
Opracowano na podstawie materiału źródłowego.
1. „CNO2” – 2:52
2. „Podły POPIS” – 2:43
3. „Ideologia bloków” (gościnnie: Pezet) – 4:18
4. „Musisz przetrwać” – 3:44
5. „Gigant” (gościnnie: Śliwa) – 3:37
6. „Dom zły” – 3:04
7. „ZONA” (gościnnie: Glaca) – 3:14
8. „Colabo” (gościnnie: Onyx, Tewu) – 4:12
9. „Samotność po zmroku” (gościnnie: Kroolik Underwood) – 3:14
10. „Hip hop wciąż żywy” (gościnnie: Trzeci Wymiar) – 4:19
11. „Na celowniku” – 2:58
12. „The Bridge” (gościnnie: Masta Ace) – 3:46
13. „Gzyms” – 2:26
14. „Radio Wolna Europa” (gościnnie: DeFuckTo, Azyl, Sniper, Clementino, R-MC, Gandzior, Loo-MC, Shazaam, Hijack) – 9:02
15. „To miasto...” – 2:39
16. „Witamy w syfie (Staszica story 5)” – 3:26
17. „Żeby Polska” – 3:46
18. „Acid King” – 3:03
19. „Reprezentujemy hip hop” – 3:00